# Barcellona Pozzo di Gotto
Barcellona Pozzo di Gotto er en italiensk by (og kommune) i regionen Sicilien i Italien, med omkring 39.885(2023) indbyggere.  